# (664) Judith
(664) Judith – planetoida należąca do zewnętrznej części pasa głównego asteroid okrążająca Słońce w ciągu 5 lat i 275 dni w średniej odległości 3,21 j.a. Została odkryta 24 czerwca 1908 roku w Landessternwarte Heidelberg-Königstuhl w Heidelbergu przez Augusta Kopffa. Nazwa planetoidy pochodzi od Judyty dzieła Friedricha Hebbla, napisanego na podstawie jednej z Ksiąg deuterokanonicznych. Przed jej nadaniem planetoida nosiła oznaczenie tymczasowe (664) 1908 DH.